# Johann Karl Kolowrat-Krakowsky

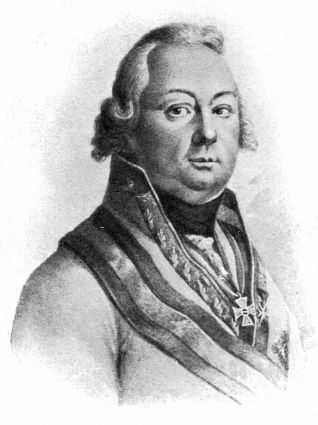
Johann Nepomuk Karl Kolowrat-Krakowsky

Johann Nepomuk Karl Graf Kolowrat-Krakowsky Freiherr von Ugezd (tschechisch Jan Nepomuk Karel Krakovský z Kolovrat; * 21. Dezember 1748 in Prag; † 5. Juni 1816 ebenda) war ein österreichischer Feldmarschall. 

## Leben
Er entstammte dem böhmischen Adelsgeschlecht Kolowrat. Der Vater war Prokop Graf Kolowrat-Krakowsky. Die Mutter war Anna Margaretha Gräfin von Ogilvy. Ein Bruder war der Erzbischof Alois Josef Krakovský von Kolowrat.
Er wurde zu Hause von einem Jesuiten erzogen. Im Alter von 18 Jahren trat er im Range eines Unterleutnants 1766 in das Dragoner-Regiment Nr. 37 ein. Zwei Jahre später kaufte er sich eine Hauptmannstelle im ungarischen Infanterie-Regiment Nr. 34. Er nahm am bayerischen Erbfolgekrieg 1778/79 teil, ohne sich dabei hervorzutun.
Mit seinem Regiment wurde er nach dem Krieg nach Ungarn verlegt. Er diente seit 1787 im Krieg gegen die Osmanen. Zu Kriegsbeginn hatte er den Rang eines Oberstleutnants. Im Jahr 1788 wurde er zum Oberst befördert und zum Kommandant des Infanterie-Regiments Nr. 19 ernannt. Im Jahr 1789 zeichnete er sich beim Sturmangriff auf Belgrad aus. Dabei wurde er durch einen Schuss am Kopf verwundet. Daraufhin wurde er am 9. Oktober 1789 zum Generalmajor befördert. Als kaiserlicher Kommissär übergab er 1791 nach dem Friedensschluss mit den Osmanen die Festung Belgrad an die bisherigen Gegner. Auf Anraten des Fürsten Joseph von Colloredo wurde er 1792 zur Artillerie versetzt. Er kommandierte eine Brigade und wurde Inhaber des Artillerie-Regiments Nr. 2. 
Im Ersten Koalitionskrieg bewährte er sich 1795 am Rhein, er hatte dabei die Führung des Artilleriekorps der österreichischen Hauptarmee unter Feldzeugmeister Graf von Clerfayt. Darauf wurde er am 4. März 1796 zum Feldmarschallleutnant (mit Patent vom 20. Mai 1795) befördert.
Er tat sich Anfang 1797 besonders bei der Belagerung von Kehl hervor. Im Jahr 1797 wurde er mit dem Kommandeurskreuz des Maria-Theresien-Ordens ausgezeichnet. Im Jahr 1800 wurde er zum Feldzeugmeister befördert.
Er wurde 1801 Mitglied des Hofkriegsrates und wirklicher geheimer Rat. Außerdem wurde er Inhaber des Infanterie-Regiments Nr. 36. Im Jahr 1803 übernahm er den Posten eines kommandierenden Generals in Böhmen. Als solcher zeichnete er sich im Dritten Koalitionskrieg aus, als er Erzherzog Ferdinand wirkungsvoll unterstützte. In der Schlacht bei Austerlitz    
kommandierte er im Dezember 1805 zusammen mit dem russischen General Miloradowitsch die vierte Kolonne mit etwa 23.000 Mann.
Beim Krieg von 1809 kommandierte Kolowrat das 3. Korps der Hauptarmee unter Erzherzog Karl. Er marschierte von Böhmen aus in Bayern ein und besetzte Stadtamhof und Regensburg. Die Niederlagen der Hauptarmee zwangen auch das Korps unter Kolowrat zum Rückzug durch Böhmen ins niederösterreichische Marchfeld. Vor der Schlacht bei Wagram (5. Juli 1809) vereinigte er sich mit der Hauptarmee und nahm mit seinem Korps an der Schlacht teil. Nach der Niederlage sollte zur Verteidigung von Böhmen eine Armee unter Oberbefehl von Erzherzog Ferdinand zusammen gezogen werden. Bei dieser sollte Kolowrat dem Feldherren als enger Berater (Adlatus) dienen, wegen des vorzeitigen Friedensschlusses kam es aber nicht mehr dazu. Wegen seiner Verdienste wurde er am 12. September 1809 zum Feldmarschall befördert.
Aus Gesundheitsgründen konnte Kolowrat nicht aktiv an den Befreiungskriegen von 1813 bis 1815 teilnehmen. Als kommandierender General in Böhmen unterstützte er aber die verbündeten Heere und übernahm die Versorgung der Kranken und Verwundeten. Später hat ihn König Ludwig XVIII. von Frankreich für die Fürsorge auch für die verwundeten französischen Soldaten zum Großoffizier der Ehrenlegion ernannt. Auf seinen Wunsch wurde er am 6. Mai 1816 aus dem aktiven Dienst entlassen und erhielt gleichzeitig das Großkreuz des Leopold-Ordens.